# Margarete Schön
Margarete Schön (7 de abril de 1895 – 26 de dezembro de 1985) foi uma atriz de teatro e cinema alemã, cuja carreira durou quase cinquenta anos.

## Filmografia selecionada
- 1918: Schirokko
- 1919: Mutter Erde
- 1919: Gewalt gegen Recht
- 1919: Die Pflicht zu leben
- 1919: Der Tänzer
- 1919: Der gelbe Tod
- 1954: Rittmeister Wronski
- 1955: Herr über Leben und Tod
- 1955: Oberwachtmeister Borck
- 1960: Ich rufe Dresden (TV)